# 中色股份
中國有色金屬建設股份有限公司 簡稱中色股份（深交所：000758）, 是一間中國深圳市上市公司，屬中國有色礦業集團旗下，佔33.75%已發行股份。